# Kreuzbergsattel
Der Kreuzbergsattel, auch Kreuzberg genannt, ist ein 1074 m ü. A. hoher Gebirgspass in den Gailtaler Alpen, die Oberkärnten längs durchziehen.
Über den Sattel führt die Weißensee Straße B 87, die das obere Drautal mit dem parallel dazu verlaufenden Gailtal verbindet. Sie quert das Gebirge unter einem schrägen Winkel von etwa 45°, ihre Endpunkte sind die Bezirkshauptstadt Hermagor im Südosten und Greifenburg/Drau im Nordwesten. Wegen ihrer geringen Höhe von nur 500 Metern über den beiden Talböden ist die Route auch eine historisch bedeutsame Verkehrsverbindung.
An ihrer Nordrampe verläuft die Straße zwischen dem Weißensee (930 m ü. A.) und dem schroffen Reißkofel (2371 m), auf die sie beeindruckende Aussicht bietet. Der Südteil ist flacher und verbindet die Ortschaften des 15 km langen Gitschtales (u. a. Weißbriach und St. Lorenzen) mit dem Gailtal und seiner Bezirksstadt Hermagor.
Der Pass wird zur Unterscheidung vom Südtiroler Kreuzbergpass (bzw. Sextener Kreuzberg) auch „Kärntner Kreuzberg“ genannt.